# Alexandre Radichtchev
 (juin 2019).
Si vous disposez d'ouvrages ou d'articles de référence ou si vous connaissez des sites web de qualité traitant du thème abordé ici, merci de compléter l'article en donnant les références utiles à sa vérifiabilité et en les liant à la section « Notes et références ».
Pour les articles homonymes, voir Radichtchev.
Alexandre Nikolaïevitch Radichtchev (en russe : Александр Николаевич Радищев), né le 20 août 1749 (31 août dans le calendrier grégorien) à Saratov et mort le 12 septembre 1802 (24 septembre dans le calendrier grégorien) à Saint-Pétersbourg, est un écrivain, philosophe, poète russe, directeur des douanes de Saint-Pétersbourg et membre de la Commission d’élaboration des lois.

## Biographie
Il est issu d’une famille de propriétaires nobles. Après avoir achevé ses études à l’université de Leipzig, qu'il fréquente en même temps que Goethe et où il découvre les idéaux des Lumières, il retourne en Russie et intègre l’administration impériale. Parallèlement à cette carrière de fonctionnaire subalterne, il poursuit son activité littéraire. En 1789, la publication de La Vie de Fiodor Vassiliévitch Ouchakov provoque déjà des réactions contrastées parmi ses lecteurs.
En raison d’une écriture peu raffinée, celle-ci serait restée inaperçue si elle n’avait donné naissance au premier livre « contestataire » de la littérature russe : Voyage de Pétersbourg à Moscou, publié en 1790, où il dénonce sévèrement le servage, le système judiciaire et l'administration russes sous le règne de Catherine II.
Dès la publication de son ouvrage, il est arrêté et torturé physiquement et psychologiquement. Condamné à mort, il voit sa peine commuée en dix années de bagne à Ilimsk (en) en Sibérie. Épuisé par les conditions de vie dans la Forteresse Pierre-et-Paul, il pouvait ne pas survivre aux affres du voyage à Ilimsk long de près de 1,5 an, mais grâce à l'aide de ses amis, dont le sénateur Alexandre Vorontsov, il put faire plusieurs haltes en route pour améliorer sa santé. Ses conditions de vie en exil furent par contre supportables : il put, entre autres, se marier et conserver des domestiques.
Libéré par Paul Ier de Russie, après la mort de Catherine II, Radichtchev tenta à nouveau de faire pression pour réformer le gouvernement russe. Brièvement employé sous le règne d’Alexandre Ier pour aider à la révision de la législation russe dont il avait rêvé toute sa vie, sa fonction dans ce corps administratif s’avéra courte et infructueuse. Peut-être découragé par la menace d’un autre exil en Sibérie, Radichtchev mit fin à ses jours en s’empoisonnant, à moins que ce ne fût un accident. Officiellement, il est mort d'une phtisie.
La commune urbaine de Radichtchevo (oblast d'Oulianovsk) est nommée en son honneur.

## Œuvres
- 1782 : Lettre à un ami qui vit à Tobolsk ;
- 1789 : Vie de Fiodor Vassiliévitch Ouchakov ;
- Décembre 1789 : « Conversation sur ce qu'est un fils de la patrie » (article paru dans la revue Le Citoyen conversant)
- 1790 : Voyage de Pétersbourg à Moscou,

### Préfaces
- La terre en fleur...,  V. Safonov, illustré par M. Guetmanski, Paris : Les Éditeurs français réunis, 1952-1953, 3 vol.